# Monitorul de Bacău
Monitorul de Bacău este un ziar din județul Bacău.